# プロムナード・デ・ザングレ

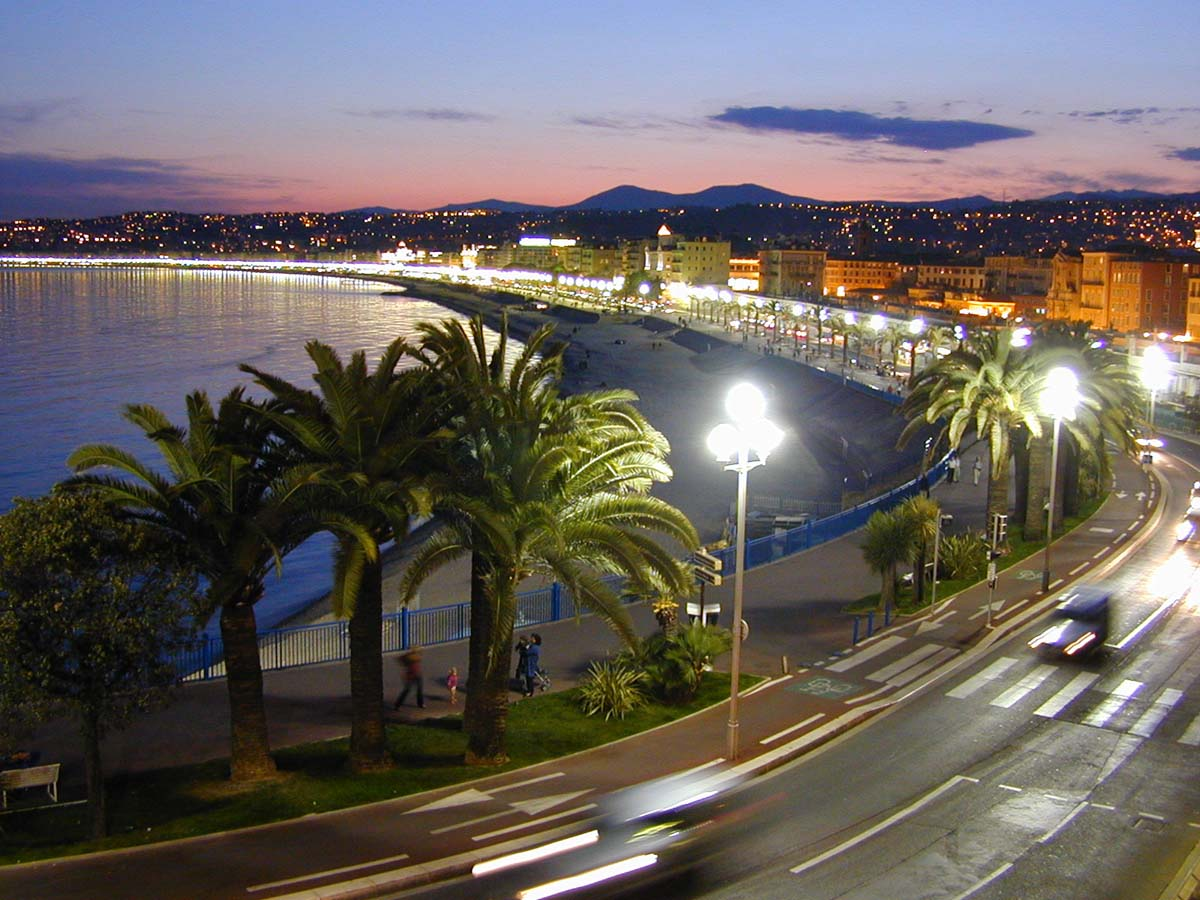
プロムナード・デ・ザングレ夜景。

プロムナード・デ・ザングレ（フランス語: Promenade des Anglais）は、フランス南部ニースにあり、地中海に沿って位置する著名な海岸遊歩道。「プロムナード・デ・ザングレ」はイギリス人の遊歩道（Promenade of the English）を意味する。

## 歴史
ニースが都市化される前、ニースにある海岸は小石に覆われる寂れたビーチとただ境界を成すだけであった。付近で最初の家屋は、海から遠く離れた高い土地に建てられた。
18世紀後半にはイギリス人がニースで冬を過ごすようになり、富裕なイギリス人の中には、地中海に沿った遊歩道の建設計画を提案する者もいた。
心地よい海岸遊歩道の構想に興味を抱いたニース市は、建設を大いに奨励した。遊歩道は当初、オック語プロバンス方言の変種であるニサール語でカマン・デイ・アングレ（Camin dei Anglès、イギリス人の歩道）と呼ばれた。1860年のフランスによるニース併合後、海岸遊歩道はプロムナード・デ・ザングレという名称へ、当初のオック語プロバンス方言の変種であるニサール語からフランス語へ訳して改名された。

## 現在

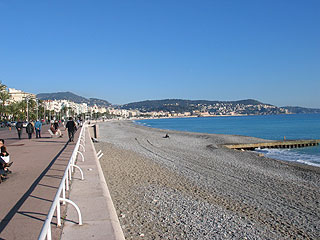
日中のプロムナード・デ・ザングレ。老若男女が集まる場所である。

地域住民は、プロムナード・デ・ザングレを簡単にプロムナードやさらに短くプロムなどと呼ぶ。この場所は、ニースに訪れた観光客が見にやってくる名所でもある。特に日曜日はサイクリングを楽しむ人々や赤ん坊と散歩する人々、そして家族全員でプロムナードを散歩する姿が見受けられる。この場所はスケートボードをする人々やインラインスケートを楽しむ人達にとっても人気のある場所となっている。
毎年行われるニース・カーニバルやバトル・オブ・フラワーズなど、プロムナードで開かれる数多くの催し物を除き、ベー・デ・ザンジェ（アンジェ湾、「天使の入り江」を意味する）に広がる淡青色の海をじっくり眺め、地中海沿いで過ごすのんびりとした時間を完全なものにするために、プロムナードには青い椅子や更衣所が設置されている。
またプロムナードはスリなどが多発することから、観光客の財布やハンドバッグに警戒を呼びかける危険地域にもなっている。